# 4277 Holubov
4277 Holubov este un asteroid din centura principală, descoperit pe 15 ianuarie 1982 de Antonín Mrkos.